# 布勒伊拉雷奥尔特
布勒伊拉雷奥尔特（法語：Breuil-la-Réorte，法語發音：[bʁœj la ʁeɔʁt]）是法国滨海夏朗德省的一个市镇，位于该省中北部，属于罗什福尔区。

## 地理
布勒伊拉雷奥尔特（46°3'7"N, 0°41'24"W）面积16.07 平方千米，位于法国新阿基坦大区滨海夏朗德省，该省份为法国西部滨海省份，北起旺代省，西临大西洋，南至吉倫特省，东南接多爾多涅省，东北接德塞夫勒省接壤，东临夏朗德省。
与布勒伊拉雷奥尔特接壤的市镇（或旧市镇、城区）包括：贝尔奈圣马尔坦、皮罗朗、圣马尔、拉德维斯。

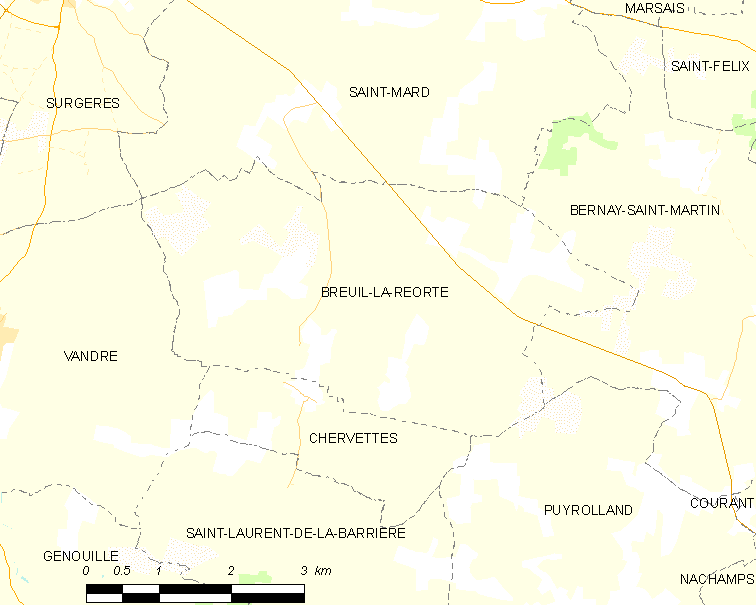
布勒伊拉雷奥尔特的OSM定位图

布勒伊拉雷奥尔特的时区为UTC+01:00、UTC+02:00（夏令时）。

## 行政
布勒伊拉雷奥尔特的邮政编码为17700，INSEE市镇编码为17063。

## 政治
布勒伊拉雷奥尔特所属的省级选区为叙热尔县。

## 人口

1962-2008年间布勒伊拉雷奥尔特人口变化图示

布勒伊拉雷奥尔特于2022年1月1日时的人口数量为473人。